# Gorges-du-Tarn-Causses
Gorges-du-Tarn-Causses es una comuna francesa situada en el departamento de Lozère, de la región de Occitania.

## Historia
Fue creada el 1 de enero de 2017, en aplicación de una resolución del prefecto de Lozère de 4 de julio de 2016 con la unión de las comunas de Montbrun, Quézac y Sainte-Enimie, pasando a estar el ayuntamiento en la antigua comuna de Sainte-Enimie.

## Demografía
| Gráfica de evolución demográfica de Gorges-du-Tarn-Causses entre 1800 y 2018 |
|                                                                              |

Los datos entre 1800 y 2013 son el resultado de sumar los parciales de las tres comunas que forman la nueva comuna de Gorges-du-Tarn-Causses, cuyos datos se han cogido de 1800 a 1999, para las comunas de Montbrun, Quézac y Sainte-Enimie de la página francesa EHESS/Cassini. Los demás datos se han cogido de la página del INSEE.

## Composición
| Comuna delegada | Código INSEE | Población (2013) | Superficie (km²) | Densidad (hab./km²) |
| --------------- | ------------ | ---------------- | ---------------- | ------------------- |
| Montbrun        | 48101        | 101              | 29.97            | 3                   |
| Quézac          | 48122        | 342              | 26.91            | 13                  |
| Sainte-Enimie   | 48146        | 524              | 87.34            | 6                   |